# Sharples
Sharples är en stadsdel i Bolton, i distriktet Bolton, i grevskapet Greater Manchester, i England. Sharples var en civil parish från 1866 till 1894 då den blev en del av Bolton. Denna civil parish hade 6 981 invånare år 1891.